# اتفاقية التجارة الحرة بين تشيلي وكندا

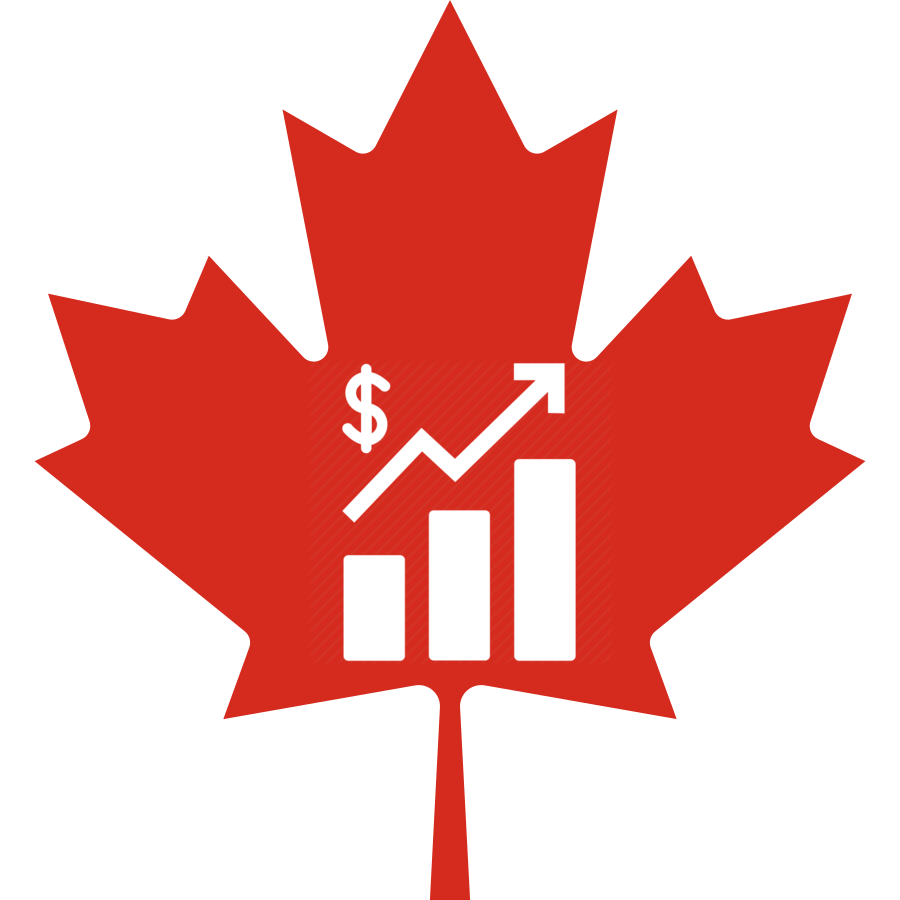
اتفاقية التجارة الحرة بين تشيلي وكندا

اتفاقية التجارة الحرة بين تشيلي وكندا هي اتفاقية تجارية بين كندا وتشيلي. تم التوقيع على الاتفاقية في 5 ديسمبر 1996 في سانتياغو، ودخلت حيز التنفيذ في 5 يوليو 1997. وألغيت التعريفة الجمركية على 75 في المائة من التجارة الثنائية على الفور. كانت أول اتفاقية تجارة حرة بين كندا وأمة أمريكية لاتينية (بخلاف المكسيك)، وكانت أول اتفاقية تجارة حرة كاملة بين تشيلي. على مدى العقد الأول زادت التجارة بين كندا وتشيلي بأكثر من 300٪، حيث ارتفعت تجارة السلع من 718 مليون دولار في عام 1996 إلى 2.7 مليار دولار في عام 2010. وزادت تجارة الخدمات الثنائية إلى 164 مليون دولار بحلول عام 2005. وبلغت الاستثمارات الكندية في تشيلي 13.3 مليار دولار في عام 2010، وكانت كندا أكبر مصدر للاستثمار الجديد في تشيلي.
في عام 2012 أعلن رئيس الوزراء الكندي ستيفن هاربر والرئيس التشيلي سيباستيان بينيرا عن التوسع في الاتفاقية، مع فصل للخدمات المالية تتمتع فيه المؤسسات المالية الكندية بوصول تفضيلي إلى السوق التشيلي ويمكنها التنافس على أرض متكافئة مقابل- مقابل منافسيهم. دخل فصل الخدمات المالية هذا حيز التنفيذ في أكتوبر 2013.
في عام 2015 كلف رئيس الوزراء جاستن ترودو وزيرة التجارة الدولية كريستيا فريلاند بتوسيع اتفاقية التجارة الحرة في أمريكا الشمالية في خطاب تفويضها.